# Bureau du dalaï-lama à New Delhi
Le Bureau du dalaï-lama à New Delhi est le bureau central de la représentation officielle du 14e dalaï-lama et du gouvernement tibétain en exil. Fondé en juin 1960, il est situé à proximité de Moolchand metro station (en) à New Delhi.

## Histoire
Depuis les années 1960, la plupart des aides internationales pour les réfugiés tibétains passe par ce bureau. 
Fondé en 1960 à New Delhi, le Bureau fonctionne comme l'agent nodale du dalaï-lama et de l'administration centrale tibétaine.
Le Bureau entretient des relations de liaison avec le Gouvernement de l'Inde, les ambassades étrangères, les consulats, les ONG, et associations de la société civile et d'autres organismes nationaux et internationaux importants au nom de l'Administration centrale tibétaine.
Le Bureau facilite aussi tous les voyages en Inde et à l'étranger du dalaï-lama, et organise des événements publics visant à informer et sensibiliser le grand public sur la question du Tibet. Il facilite également les services liés aux cartes d'identités et document de voyage des Tibétains en Inde.
Les questions relatives aux réfugiés tibétains dans les pays de l'Association sud-asiatique pour la coopération régionale, à l'exception du Népal, des pays du Moyen-Orient et de l'ASEAN (Brunei Darussalam, Cambodge, Laos, Myanmar, Thaïlande et Vietnam), relèvent de la compétence de ce Bureau.

## Liste des représentants
- Tsepon W. D. Shakabpa, juin 1960 -1966
- Kalon Thupten Ninje (ou Thupten Ningee), 1966 - juin 1973
- Phuntsok Thonden, juin 1973  décembre - 1975
- Asstt. Kalon Rigzin N. Taring janvier 1976 - mars 1977
- Wangdue Dorjee, 22 avril 1977 - 15 septembre 1978
- Rinchen Dhondup Sadhutsang, 4 août 1978 - 3 août 1980
- Tashi Wangdi, 4 août 1980 17 octobre 1985
- M. Kalsang Yarphel, 18 octobre 1985 - 27 mars 1987
- Tashi Wangdi, 28 mars 1987 10 octobre 1991
- M. Migyur Dorjee, 21 octobre 1991 - 15 juin 1994
- Tashi Wangdi, 20 octobre 1994 10 octobre 1995
- M. Tsering Wangyal, 11 octobre 1995 18 décembre 1996
- Tsewang Choegyal Tethong, 17 décembre 1996 - 11 janvier 1998
- M. Tashi Phuntsok, 12 janvier 1998 - 11 décembre 2001
- Tashi Wangdi, 12 décembre 2001 - 28 juillet 2005
- Tempa Tsering, 18 octobre 2005 - 2016
- Ngodup Dongchung, 2016-2022
- Lobsang Shastri (2022-)